# واینو تیری
واینو تیری (فنلاندی: Väinö Tiiri; ۳۱ ژانویهٔ ۱۸۸۶ – ۳۰ ژوئیهٔ ۱۹۶۶) ژیمناست اهل فنلاند بود.
وی در مسابقات کشوری و بین‌المللی در مجموع برندهٔ ۱ مدال نقره، ۱ مدال برنز شده‌است.